# Рижій дрібноплодий
Рижій дрібноплодий (Camelina microcarpa) — вид трав'янистих рослин родини капустяні (Brassicaceae). Етимологія:  μικροϛ — «дрібний», грец. καρποϛ — «плід».

## Опис
Однорічник. Стебла нерозгалужені або розгалужені дистально, (0.8)2–8(10) дм, щільно помірно кошлатий базально. Прикореневі листки сохнуть після запилення. Стеблові листки: лезо ланцетні, вузько довгасті або лінійно-ланцетні, (0.8)1.5–5.5(7) см × 1–10(20) мм, краї цілі або, рідше, віддалено дрібнозубчасті, кінчик гострі, поверхні запушені. Квіти: чашолистки 2–3.5 × 0.5–1 мм; пелюстки блідо-жовті, (2.5)3–4(6) × 1–2 мм; Нитки 1.5–3 мм; пиляки бл. 0.5 мм. Плоди від грушоподібних до вузьких, 3.5–5(7) × 2–4(5) мм, кінчик гострий. Насіння червонувато-коричневого або коричневого кольору, 0.8–1.4(1.5) × 0.5–0.6 мм. 2n = 40.

## Поширення
Північна Африка (Алжир, Лівія, Марокко, Туніс), Азія (Росія, Монголія, Китай, Близький Схід), Європа (у тому числі Україна). Натуралізований у Японії, Північній Америці (Канада, США), Аргентині. Населяє ферми, поля, луки, прерії, узбіччя, узлісся, відкриті рідколісся.
Зростає на степах і схилах у Закарпатті (Ужгородський р-н, с. Доманинці, Ужгород, на залізниці) і по всій Україні, крім Карпат.

## Галерея

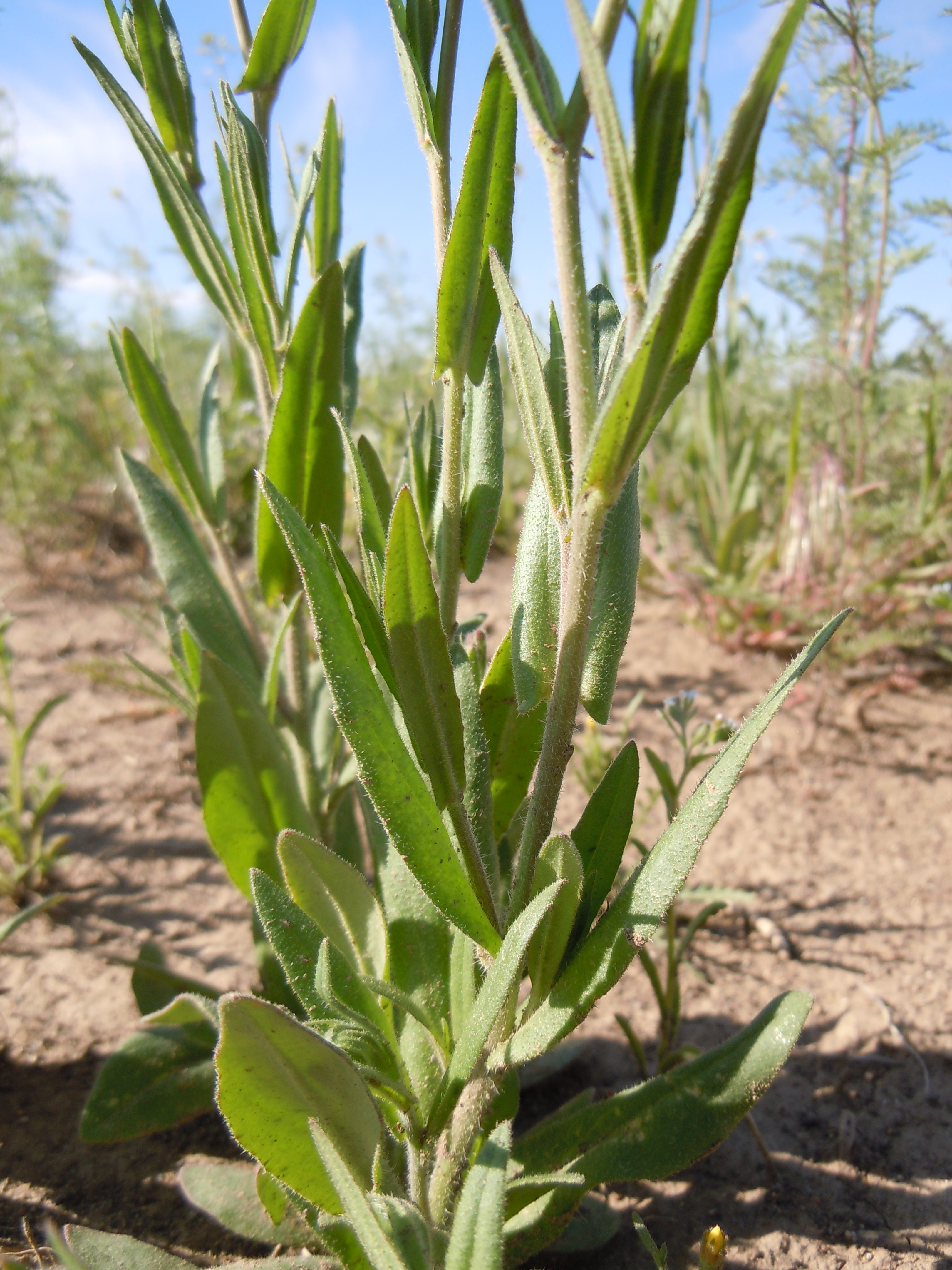
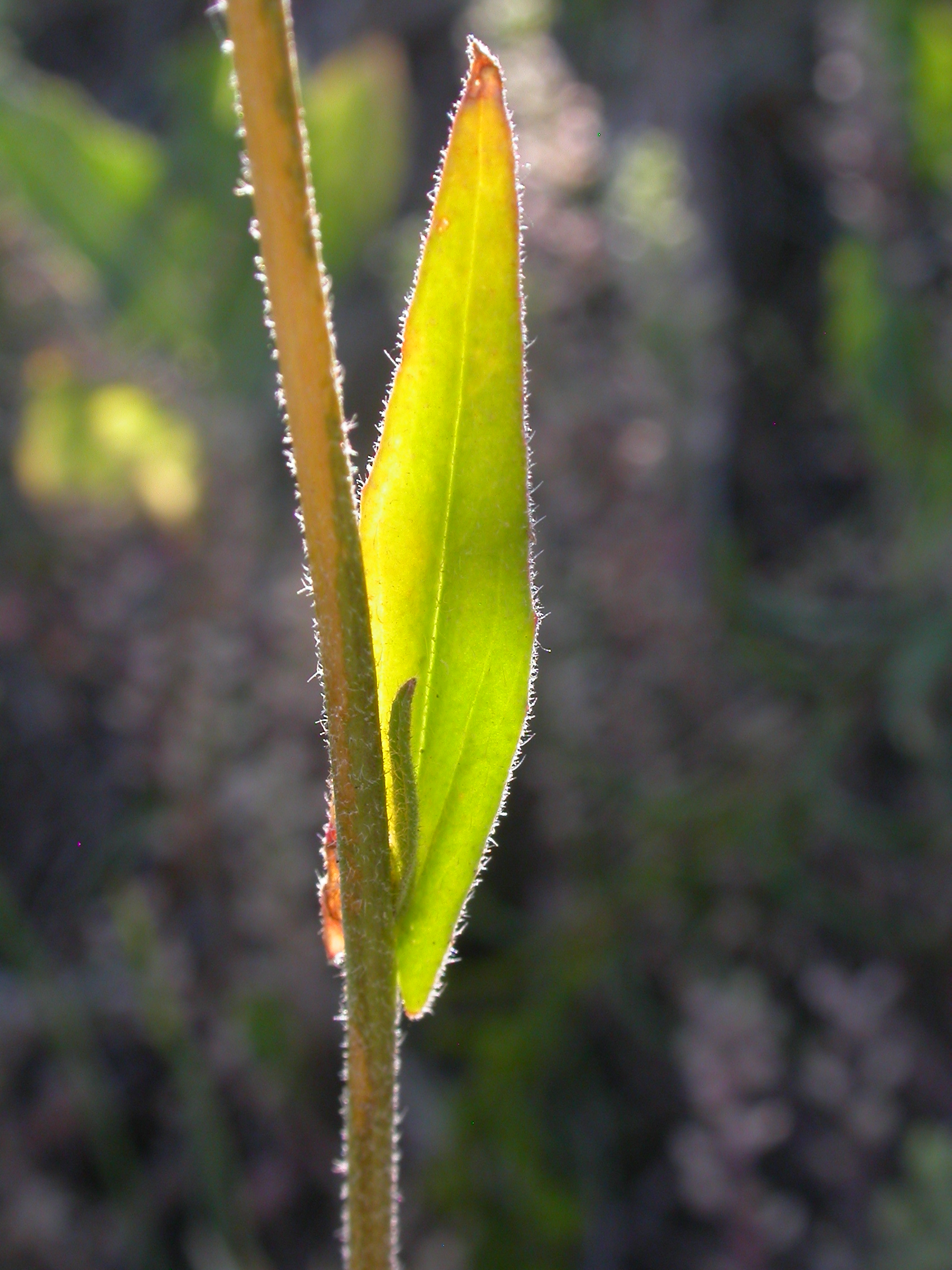
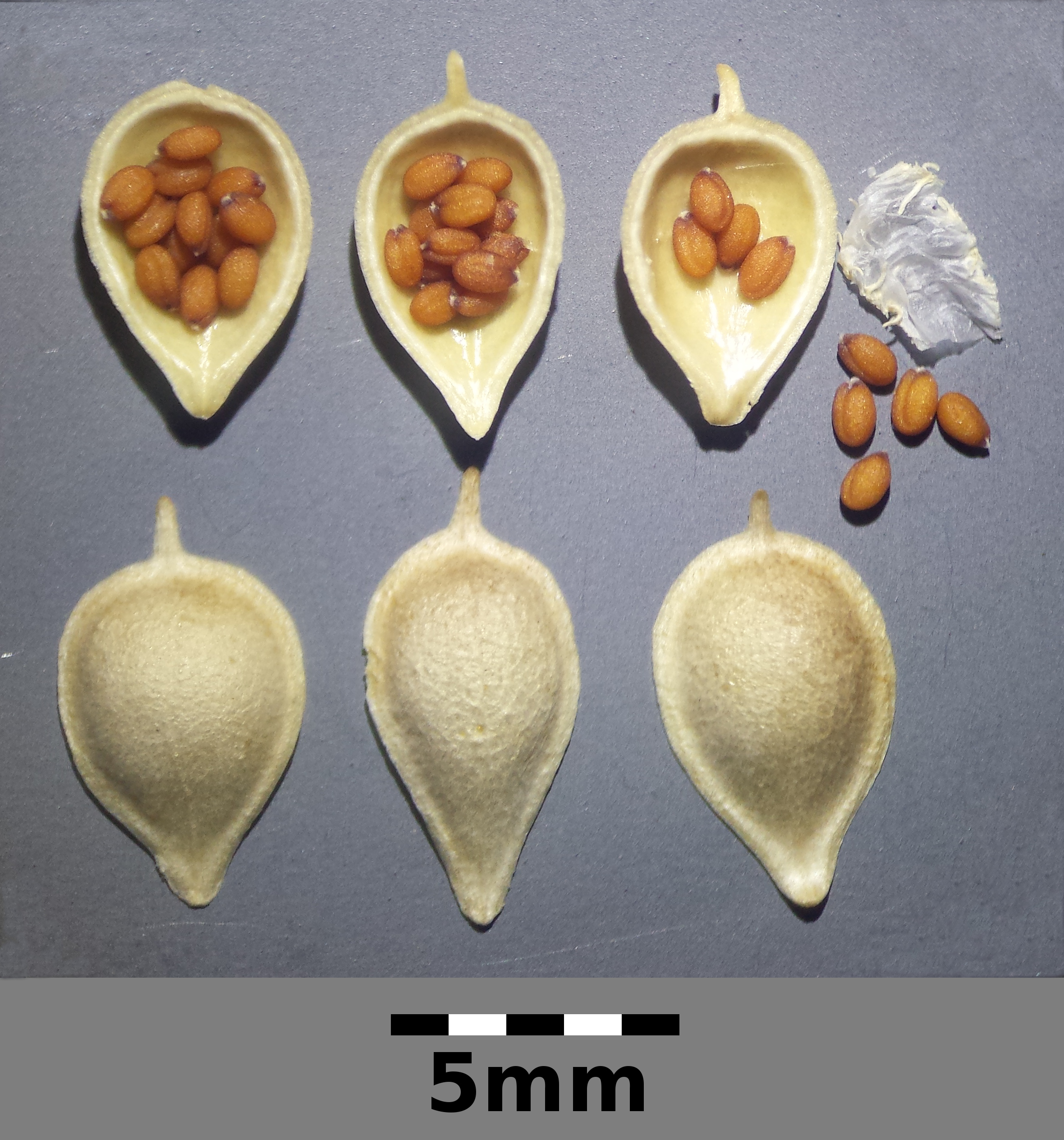